# Statistiche e record del Benevento Calcio

## Statistiche di squadra

### Partecipazioni ai campionati
| Livello | Categoria                           | Partecipazioni | Debutto   | Ultima stagione | Totale |
| ------- | ----------------------------------- | -------------- | --------- | --------------- | ------ |
| 1º      | Serie A                             | 2              | 2017-2018 | 2020-2021       | 2      |
| 2º      | Serie B                             | 4              | 2016-2017 | 2020-2021       | 4      |
| 3º      | Prima Divisione                     | 1              | 1934-1935 | 1934-1935       | 38     |
| 3º      | Serie C                             | 14             | 1935-1936 | 1977-1978       | 38     |
| 3º      | Serie C1                            | 15             | 1978-1979 | 2004-2005       | 38     |
| 3º      | Lega Pro Prima Divisione            | 6              | 2008-2009 | 2013-2014       | 38     |
| 3º      | Lega Pro                            | 2              | 2014-2015 | 2015-2016       | 38     |
| 4º      | IV Serie                            | 2              | 1952-1953 | 1956-1957       | 24     |
| 4º      | Serie C2                            | 10             | 1987-1988 | 2007-2008       | 24     |
| 4º      | Campionato Interregionale           | 1              | 1958-1959 | 1958-1959       | 24     |
| 4º      | Serie D                             | 11             | 1959-1960 | 1973-1974       | 24     |
| 5º      | Campionato Interregionale - 2ª Cat. | 1              | 1957-1958 | 1957-1958       | 6      |
| 5º      | Campionato Interregionale           | 3              | 1989-1990 | 1991-1992       | 6      |
| 5º      | Campionato Nazionale Dilettanti     | 2              | 1992-1993 | 1993-1994       | 6      |

### Partecipazione alle Coppe Nazionali
| Torneo                          | Partecipazioni | Debutto   | Ultima stagione | Totale |
| ------------------------------- | -------------- | --------- | --------------- | ------ |
| Coppa Italia                    | 17             | 1936-1937 | 2020-2021       | 17     |
| Supercoppa di Lega Pro          | 1              | 2016      | 2016            | 1      |
| Coppa Italia Semiprofessionisti | 9              | 1972-1973 | 1980-1981       | 38     |
| Coppa Italia Serie C            | 21             | 1981-1982 | 2007-2008       | 38     |
| Coppa Italia di Lega Pro        | 8              | 2008-2009 | 2015-2016       | 38     |
| Supercoppa di Lega di Serie C2  | 1              | 2008      | 2008            | 1      |

## Statistiche individuali

### Lista dei capitani
| Calciatore           | Ruolo | Stagioni al club                 | Stagioni da capitano      | Presenze | Reti |
| -------------------- | ----- | -------------------------------- | ------------------------- | -------- | ---- |
| ...                  |       |                                  |                           |          |      |
| Roberto Ranzani      | D     | 1970-1976                        | 1973-1976 (3)             | 207      | 1    |
| ...                  |       |                                  |                           |          |      |
| Alfredo Zica         | D     | 1972-1975 e 1977-1980            | 1977-1979 (2)             | 176      | 25   |
| Cesare Ventura       | D     | 1977-1984                        | 1979-1983 (4)             | 204      | 3    |
| Luciano Orati        | C     | 1981-1985                        | 1983-1985 (2)             | 128      | 11   |
| Riccardo Laurenti    | D     | 1982-1983, 1984-1986 e 1992-1993 | 1985-1986 e 1992-1993 (2) | 132      | 12   |
| Gabriele Baldassarri | A     | 1984-1988                        | 1986-1987 (1)             | ?        | ?    |
| Giancarlo Zotti      | C     | 1985-1991                        | 1987-1991 (4)             | 152      | 30   |
| Dirceu               | C     | 1991                             | 1991 (1)                  | 11       | 4    |
| ...                  |       |                                  |                           |          |      |
| Giuseppe Orsini      | D     | 1990-1995 e 1996-1997            | 1993-1994 (1)             | 171      | ?    |
| Mario Donatelli      | C     | 1994-1995                        | 1994-1995 (1)             | 23       | 1    |
| ...                  |       |                                  |                           |          |      |
| Massimo De Solda     | D     | 1996-1998                        | 1996-1998 (2)             | 53       | 3    |
| Pietro Mariani       | D     | 1998-2001                        | 1998-2001 (3)             | 83       | 4    |
| Salvatore Matrecano  | D     | 2010-2012                        | 2001-2002 (1)             | 23       | 1    |
| Domenico Colletto    | C     | 2002-2005                        | 2002-2005 (3)             | 86       | 1    |
| Alessandro Cagnale   | D     | 1991-1994 e 2005-2006            | 2005-2006 (1)             | 77       | 2    |
| Carmelo Imbriani     | C     | 2002-2003, 2004-2005 e 2006-2009 | 2006-2009 (3)             | 133      | 7    |
| Giampiero Clemente   | A     | 2007-2011                        | 2009-2011 (2)             | 140      | 62   |
| Emanuele D'Anna      | C     | 2009-2013                        | 2011-2013 (2)             | 105      | 10   |
| Felice Evacuo        | A     | 2008-2011 e 2013-2014            | 2013-2014 (1)             | 105      | 50   |
| Fabrizio Melara      | C     | 2014-2018                        | 2014-2015 (1)             | 85       | 11   |
| Fabio Lucioni        | D     | 2014-2018                        | 2015-2017 (3)             | 117      | 5    |
| Sandro               | C     | 2018                             | 2018 (1)                  | 14       | 1    |
| Christian Maggio     | D     | 2018-2021                        | 2018-2021 (3)             | 56       | 5    |
| Nicolas Viola        | C     | 2017-2021                        | 2021 (1)                  | 106      | 21   |
| Gaetano Letizia      | D     | 2017-                            | 2021- (1)                 | 121      | 6    |

### Presenze in partite ufficiali
in grassetto i calciatori ancora in squadra
| Campionato - 254 Graziano Iscaro (1984-1990, 1992-1995, 1996-1997) - 218 Stefano Mastroianni (1992-2001) - 208 Piergraziano Gori (2006-2010, 2011-2014, 2015-2017, 2018-) - 204 Cesare Ventura (1978-1984) - 179 Diego Palermo (2005-2011) - 176 Alfredo Zica (1972-1975, 1977-1980) - 173 Roberto Cazzani (1975-1976, 1977-1981, 1987-1989) - 171 Giuseppe Orsini (1990-1995, 1996-1997) - 152 Carlo Luisi (1997-1999, 2000-2003, 2012) 152 Giancarlo Zotti (1985-1991) | Coppa Italia - 10 Felice Evacuo (2008-2011, 2013-2014) 10 Piergraziano Gori (2006-2007, 2008-2010, 2011-2014, 2015-2017, 2018-) 10 Riccardo Laurenti (1982-1983, 1984-1985) 10 Renato Mottola (1982-1983, 1984-1985) 10 Luciano Orati (1982-1983, 1984-1985) - 8 Emanuele D'Anna (2009-2013) 8 Diego Palermo (2006-2007, 2008-2011) - 7 Marco Mancosu (2012-2014) 7 Ivan Pedrelli (2009-2013) 7 Andrea Signorini (2010-2014) 7 Antonio Vacca (2008-2012, 2013) |

| Serie A - 46 Gaetano Letizia (2017-2018, 2020-) - 31 Lorenzo Venuti (2017-2018) 31 Nicolas Viola (2017-2018, 2020-) - 30 Berat Djimsiti (2017-2018) - 29 Danilo Cataldi (2017-2018) - 25 Gianluca Lapadula (2020-) 25 Lorenzo Montipò (2020-) - 24 Massimo Coda (2017-2018) 24 Kamil Glik (2020-) 24 Artur Ioniță (2020-) | Serie B - 65 Nicolas Viola (2017, 2018-2020) - 64 Lorenzo Del Pinto (2016-2017, 2018-2020) - 63 Massimo Coda (2018-2020) - 62 Riccardo Improta (2018-2020) - 61 Lorenzo Montipò (2018-2020) - 60 Roberto Insigne (2018-2020) 60 Gaetano Letizia (2018-2020) - 55 Andrés Tello (2018-2020) - 50 Christian Maggio (2018-2020) - 47 Luca Caldirola (2018-2020) |

### Marcature in partite ufficiali
in grassetto i calciatori ancora in squadra
| Campionato - 66 Giampiero Clemente (2007-2011) - 65 Nicola D'Ottavio (1990-1991, 1993-1995) - 50 Felice Evacuo (2008-2011, 2013-2014) - 45 Franco Bovio (1965-1970) - 33 Massimo Coda (2017-2020) - 30 Giancarlo Zotti (1985-1991) - 27 Antonio Di Nardo (2002-2005) - 23 Sossio Aruta (1996-1997, 2000-2001, 2001-2002) 23 Luigi Castaldo (2007-2010) - 22 Enrico Polani (2006-2008) | Coppa Italia - 12 Felice Evacuo (2008-2011, 2013-2014) - 3 Andrés Tello (2018-) - 2 Filippo Bandinelli (2018-2019) 2 Giampiero Clemente (2008-2011) 2 Andrea Doninelli (2014-2015) 2 Domenico Germinale (2009-2011, 2012-2013) 2 Roberto Insigne (2018-) 2 José Montiel (2012-2014) 2 Domenico Petriello (1982-1983, 1984-1985) 2 Nicolas Viola (2017-) |

| Serie A - 8 Cheick Diabaté (2018) - 5 Gianluca Caprari (2020-) - 4 Massimo Coda (2017-2018) 4 Gianluca Lapadula (2020-) 4 Gaetano Letizia (2017-2018, 2020-) 4 Nicolas Viola (2017-2018, 2020-) - 3 Enrico Brignola (2017-2018) 3 Marco Sau (2020-) - 2 Luca Caldirola (2020-) 2 Amato Ciciretti (2017-2018) 2 Guilherme (2017-2018) 2 Pietro Iemmello (2017-2018) 2 Roberto Insigne (2020-) | Serie B - 28 Massimo Coda (2018-2020) - 20 Fabio Ceravolo (2016-2017) - 15 Roberto Insigne (2018-2020) - 14 Nicolas Viola (2017, 2018-2020) - 13 Marco Sau (2019-2020) - 7 Riccardo Improta (2018-2020) - 6 Samuel Armenteros (2019-2020) 6 Amato Ciciretti (2016-2017) 6 Luca Caldirola (2019-2020) 6 Filippo Falco (2016-2017) |